# Oberscheunen
Oberscheunen (o Jegenstorf-Scheunen; toponimo tedesco) è una frazione del comune svizzero di Jegenstorf, nel Canton Berna (regione di Berna-Altipiano svizzero, circondario di Berna-Altipiano svizzero).

## Storia

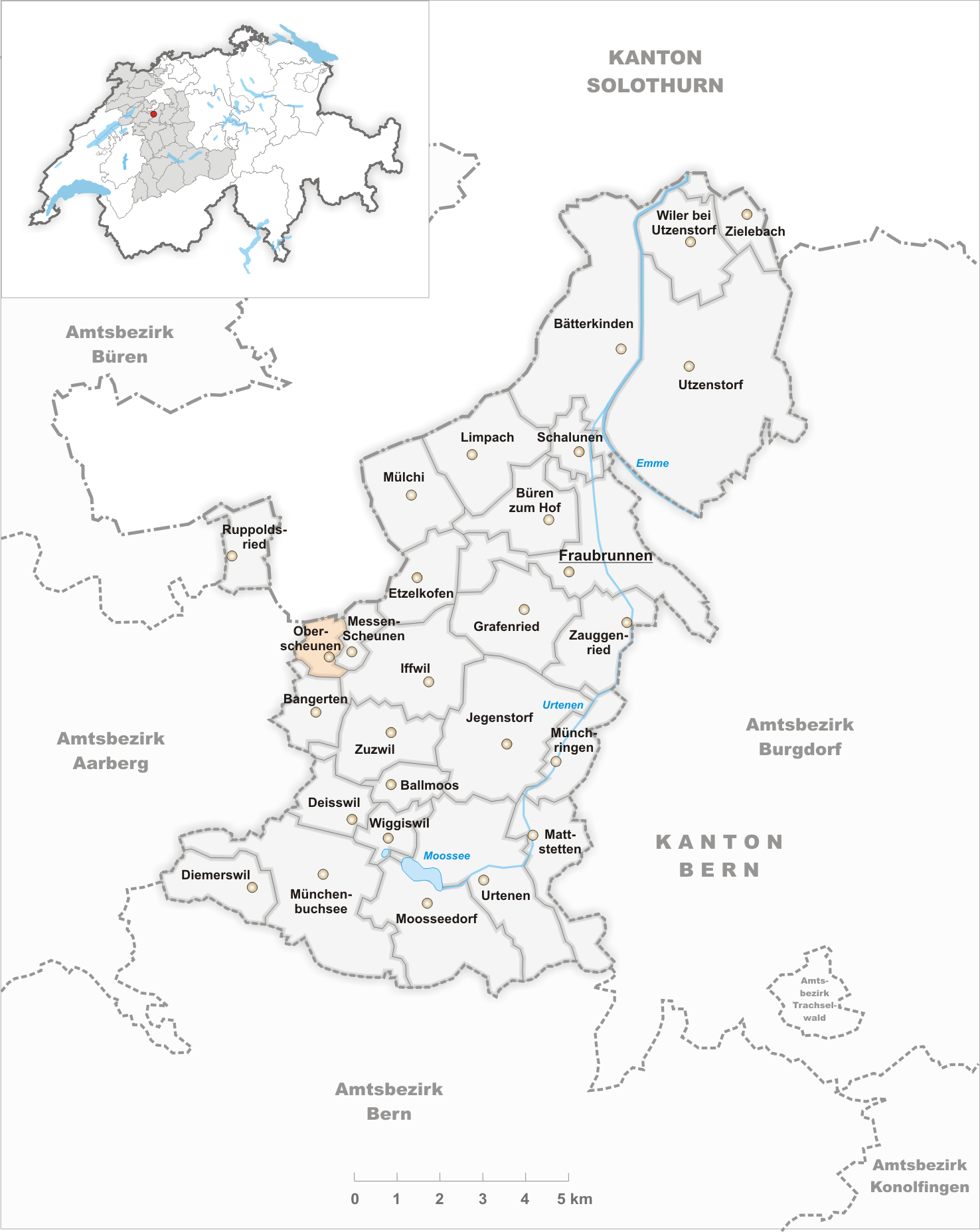
Il territorio del comune di Oberscheunen prima degli accorpamenti comunali del 1911

Già comune autonomo che apparteneva al distretto di Fraubrunnen, nel 1911 è stato accorpato all'altro comune soppresso di Messen-Scheunen per formare il nuovo comune di Scheunen, il quale a sua volta il 1º gennaio 2014 è stato accorpato a Jegenstorf assieme all'altro comune soppresso di Münchringen.

## Amministrazione
Ogni famiglia originaria del luogo fa parte del cosiddetto comune patriziale e ha la responsabilità della manutenzione di ogni bene ricadente all'interno dei confini del comune.